# دادرا و نگر حویلی و دامان و دیو
دادرا و نگر حویلی و دامان و دیو (به هندی: दादरा और नगर हवेली और दमन और दीव) یک قلمرو اتحادیه در غرب هند است. این قلمرو در پی ادغام دو قلمرو سابق دادرا و نگر حویلی و دامان و دیو ایجاد شد. برنامهٔ پیشنهادی برای ادغام در ژوئیه سال ۲۰۱۹ توسط دولت هند اعلام شد و قوانین لازم در دسامبر ۲۰۱۹ در مجلس هند تصویب و در ۲۶ ژانویه سال ۲۰۲۰ به مرحله اجرا درآمد. این قلمرو از ۴ منطقه جغرافیایی مجزا به نام‌های دادرا، نگر حویلی، دامان و جزیره دیو تشکیل شده‌است. همه این ۴ منطقه بخشی از مستعمرات پرتغال در هند بودند و در اواسط قرن بیستم به هند پیوستند.

## ناحیه‌ها
این قلمرو اتحادیه از سه ناحیه تشکیل شده‌است:
| شماره | ناحیه                   | مساحت، km² | جمعیت، (۲۰۱۱) | تراکم، بر/km² |
| ----- | ----------------------- | ---------- | ------------- | ------------- |
| ۱     | ناحیه دامان             | ۷۲         | ۱۹۰٬۸۵۵       | ۲٬۶۵۰٫۷۶      |
| ۲     | ناحیه دیو               | ۴۰         | ۵۲٬۰۵۶        | ۱٬۳۰۱٫۴۰      |
| ۳     | ناحیه دادرا و نگر حویلی | ۴۹۱        | ۳۴۲٬۸۵۳       | ۶۹۸٫۲۷        |
|       | کل                      | ۶۰۳        | ۵۸۵٬۷۶۴       | ۹۷۱٫۴۲        |